# エドムンド・ド・ロスチャイルド
エドムンド・レオポルド・ド・ロスチャイルド少佐（英: Major Edmund Leopold de Rothschild, CBE, TD、1916年1月2日 - 2009年1月17日）は、イギリスの銀行家、実業家、軍人。
英国ロスチャイルド家の庶流の一人。1955年から1975年にかけてN・M・ロスチャイルド&サンズの経営を任せられていた。カナダ・ニューファンドランド州の総合開発事業で知られる。愛称はエディ。

## 経歴

### 生い立ち
1916年1月2日にロンドン・メイフェアのパークストリート46番地にライオネル・ネイサン・ド・ロスチャイルドの長男として生まれる。母はマリー・ルイズ・ベーア。姉にローズマリー、弟にレオポルド・デヴィッド、妹にナオミがいる。
1928年に父が庶民院議員を辞職したのを機にパークハウスからケンジントン・パレス・ガーデン18番地へ引っ越した。
ハーロー校を経て1934年にケンブリッジ大学トリニティ・カレッジに入学した。大学の陸軍訓練部隊に所属していたエドムンドは1935年の夏休みから王立バッキンガムシャー義勇農騎兵連隊に所属する。
大学卒業後の1937年10月から1939年5月にかけて世界旅行に出た。まず大英帝国自治領南アフリカへ向かい、アフリカ旅行を開始し、元ドイツ植民地の英領タンガニーカまで足を伸ばした。アフリカ旅行を終えると南アフリカから日本の商船「さんとす丸」に乗船して南米ブラジルへ渡航した。アルゼンチンやチリ、エクアドル、コロンビア、パナマなど南米諸国を歴訪した。パナマから大英帝国自治領ニュージーランドとオーストラリアへ渡航し、さらに英領シンガポールへ渡航してフランス領インドシナ、英領インドなどアジア各地を歴訪した。インドではガンジーと会見した。ガンジーはナチスの台頭など反ユダヤ主義が高まるヨーロッパでのユダヤ人の苦境に同情しながらも、暴力の抵抗ではなく、不服従で抵抗すべきと訴えたという。「それで殺されてしまったらどうなるのです？」とエドムンドが問うとガンジーは「人は力によって得る物は何もありません。ただ失うだけなのです」と答えたという。
アジア旅行を終えると、19か月にわたった世界旅行を終了させて1939年5月にイギリスに帰国した。帰国翌月の6月にN・M・ロスチャイルド&サンズに入社した。

### 第二次世界大戦
1939年9月の第二次世界大戦の開戦時、エドムンドは国防義勇軍において砲兵隊に所属する中尉であった。そのため開戦とともにエドムンドは再び軍務に就き、砲撃訓練や軍事教練、野戦演習に明け暮れる日々を送った。彼の所属する部隊は1940年1月にフランスへ送られた。しかし1940年5月から開始されたドイツ軍の西方電撃戦を前にダンケルクの撤退を余儀なくされた
その後しばらくイギリス国内に駐留していたが、1943年3月には北アフリカ戦線に参加し、続くイタリア戦線にも参加した。1944年3月から5月のモンテ・カッシーノの戦いでは何度か危機的状況に瀕して負傷した。連合軍のローマ占領後、教皇ピウス12世から引見を受けたエドムンドはドイツにおけるユダヤ人の悲惨な状況を教皇に訴えた。教皇はそれにショックを受けた様子で「そのようなことは二度と繰り返されてはなりません」と述べたという。
1944年11月には少佐に昇進するとともにユダヤ人のみで構成される歩兵旅団に移籍した。彼の所属するユダヤ人部隊はボローニャまで進軍し、そこで終戦を迎えた。しかしユダヤ部隊に参加しているユダヤ人の家族の多くはナチス強制収容所で非業の死を遂げており、終戦前後から徐々にその情報が判明したため、部隊は暗澹たる空気に包まれたという。
終戦後もドイツ、ベルギー、オランダなどに駐留して軍の任務にあたったが、1946年5月には復員（兵役解除）となり、イギリスへ帰国した。

### 銀行業の経営
大戦中の1942年に父ライオネルは病死しており、以降N・M・ロスチャイルド&サンズの経営は叔父アンソニー・グスタフ・ド・ロスチャイルドが見ていた。復員したエドムンドもN・M・ロスチャイルド&サンズのジュニア・パートナーとなったものの、いまだ銀行業務経験が不足していたのでシニア・パートナー（最高経営責任者）である叔父アンソニーが引き続き経営を主導した。
1955年にアンソニーが脳溢血で倒れ、エドムンドがその代行者となった。アンソニーの側近だったデビッド・コルビルとマイケル・バックスの補佐を受けて銀行経営を主導するようになった。1960年には正式にアンソニーの跡を継いでシニア・パートナーとなる。1956年から弟レオポルドが共同経営者になり、1960年には従兄弟（アンソニーの子）エヴェリンも経営に参画するようになった。さらに1963年には本家のジェイコブ（現在のロスチャイルド男爵）も共同経営者となる。
英国首相ウィンストン・チャーチルやカナダ・ニューファンドランド州首相ジョゼフ・スモールウッドの要請でアンソニーが開始したブリティッシュ・ニューファンドランド（BRINCO）（ニューファンドランドの1800万平方キロメートルの土地で資源開発を行う会社）の事業を継承し、ウラニウム地下資源や木材資源の開発を拡大させ、同事業をカナダで最大規模の総合開発に成長させた。また同地にチャーチル滝発電所を建設して発電事業も行った。この発電所は個人企業の発電所としては過去最大規模の物となった。
英国内の銀行業の方も順風満帆であり、化学のインペリアル・ケミカル・インダストリーズ、石油のロイヤル・ダッチ・シェル、ダイヤモンドのデ・ビアス、重工業のヴィッカース、紅茶のリプトン、保険のロイヤル・アンド・サン・インシュランス・アライアンスなどの大企業を財政面から支えた。
1951年に日英関係が回復した後、ロスチャイルド家は日本の大和銀行、住友銀行、横浜銀行、日本興業銀行と取引を開始し、これらの銀行のためにポンド建て信用状を開設してあげていた。そのためエドムンドも日本財界と関係が深くなり、1962年には友人の野村証券社長奥村綱雄らからシティ有力者として東京へ招待された。東京では内閣総理大臣池田勇人、大蔵大臣田中角栄、経済企画庁長官宮沢喜一、日本銀行総裁山際正道、三菱銀行頭取宇佐美洵など政財界要人と友好を深めた。また父ライオネルが創設した庭園エクスベリー・ガーデンから取れたシャクナゲを宮内庁に寄贈し、それは皇居の庭園の一郭に埋められた。満開になると昭和天皇もよくそれを観覧したという。
この訪日でエドムンドは日本政財界から外資導入への熱望を寄せられ、その期待にこたえて「パシフィック・シーボード・ファンド」を立ち上げて、日立、テイジン、東洋レーヨンなどの日本企業のためにユーロドル建て社債の発行を行うようになった。1969年にはメリル・リンチや野村証券とともに「東京キャピタル・ホールディングス」を創設し、その監査委員会議長に就任した。これにより毎年1回は役員会や会合などのために訪日するようになった。
資金提供を通じて日本の戦後復興に尽くした功績で勲一等瑞宝章を受勲した
1975年にN・M・ロスチャイルド&サンズを退社して引退生活に入った。ちょうど社内ではジェイコブとエヴェリンの対立が深まっている時期だったため、その仲裁の意味でジェイコブの父ロスチャイルド男爵ヴィクターが代わって頭取となった。

### 引退後
引退後は家族と一緒に過ごす時間が増えた。引退後も群馬県にあるゴルフのカントリークラブ「ツインレイクスカントリー」の名誉会長として毎年訪日した。1977年には世界和平連合会の発会式に出席している。
余生は常に穏やかだったわけではなく、1986年11月に英国司法当局からMI5(英国国内情報部)の機密漏えい（ソ連の二重スパイ）の疑いで捜査を言い渡されたことがある。
2009年1月17日に死去した。93歳だった。

## 栄典
- 国防義勇軍勲章（英語版）[1]
- 大英帝国勲章コマンダー（CBE）（1997年）[1]
- 勲一等瑞宝章（日本勲章）[1]
- 科学博士号（サルフォード大学（英語版）名誉学位）[1]
- 法学博士号（カナダ・ニューファンドランドメモリアル大学名誉学位）[1]

## 家族
1948年にエリザベス・エディス・レントナー（Elizabeth Edith Lentner）と結婚し、彼女との間に以下の4子を儲ける。
- 第1子（長女）キャサリン・ジュリエット（Katherine Juliette）（1949年-） ： マーカス・アギウス（英語版）と結婚。
- 第2子（長男）ニコラス・デヴィッド（Nicholas David）（1951年-）
- 第3子（次男）デヴィッド・ライオネル（David Lionel）（1955年-）：シャーロットと双子
- 第4子（次女）シャーロット・ヘンリエッタ（英語版）（1955年-）：デヴィッド・ライオネルと双子。ソプラノ歌手。

子育てはほとんど妻に任せていたが、エドムンドは次の2つのことだけは子供たちに教えようと心掛けていたという。一つは彼自身や子供たちが享受している恵まれた生活にはそれ相応の義務が伴っていること、もう一つは自然に対する畏れと感謝の念であるという。
1980年にエリザベスと死別し、1982年にアニー・エヴェリン（Anne Evelyn）と再婚するが、彼女との間に子供はなかった。